# Rainer Weiss
Rainer Weiss (n. 29 septembrie 1932, Berlin, Republica de la Weimar) este un fizician american, cunoscut pentru studiile sale asupra astrofizicii și fizicii gravitaționale. Este laureat al Premiului Nobel pentru Fizică 2017, împreună cu Barry C. Barish și Kip S. Thorne, „pentru contribuții decisive la detectorul LIGO și observarea undelor gravitaționale”.